# 俄罗斯联邦历史
俄罗斯联邦历史是1991年苏联解体以来俄罗斯的历史。1991年8月24日，俄罗斯苏维埃联邦共和国最高苏维埃宣布俄罗斯脱离苏联独立。俄罗斯苏维埃联邦共和国更名为俄罗斯联邦并成为主权国家。从此之后，俄罗斯联邦虽未能成为诸如前苏联、现美国等超级大国的地位，但仍被国际承认是极具影响力的世界性大国，亦是世界第二军事强国。经济曾一度面临困境，政治方面也出现过1993年宪政危机，但就目前经济状况有了决定性的改善。

## 苏联解体

### 苏联的危机与改革的失败
苏联在20世纪30到50年代逐渐形成了高度集中的政治经济体制——斯大林模式。此后的赫鲁晓夫、勃列日涅夫和戈尔巴乔夫都进行了激进的改革，但都成效不大，苏联危机重重，每況愈下，最终导致解体。
1953年，斯大林逝世。苏联共产党高层领导人之间进行了几年的政治斗争，最后赫鲁晓夫相继击败了贝利亚、马林科夫和莫洛托夫，成为了苏联最高领导人，与米高扬、苏斯洛夫等人形成了集体领导制度。此后，苏联进入赫鲁晓夫时期。1964年，赫鲁晓夫被以不流血政变方式被迫下台，勃列日涅夫出任苏共中央第一书记，成为苏联最高领导人，他在解除了谢列平等人的威胁之后，跟柯西金和波德戈尔内一起建立了“三驾马车”的集体领导体制。苏联进入勃列日涅夫时期(停滞时代/集权主义的复僻)。在勃列日涅夫时代，苏联对外推行扩张政策，多次引发武装冲突，并进一步扩大了社会主义阵营。但是在1969年，苏联却与另一社会主义大国——中国多次发生边境军事冲突，战争一触即发。中华人民共和国成为苏联继北约之后的头号敌人。但当苏联在勃列日涅夫命令下入侵阿富汗民主共和国导致美国总统吉米·卡特对苏实施粮食禁运后，尤其是在苏联耗费大量财力应对美国总统罗纳德·里根的“星球大战计划”后，加之苏联石油出口也受国际原油价格下落而缩水，苏联人民的日用品消费和副食（如奶酪、黄油）等的采购都受到明显影响，生活质量下降，1985年苏联人民每人每天要耗费2个小时的时间排长队购买食物。
1982年，勃列日涅夫去世，其后继任苏共中央总书记的安德罗波夫及契尔年科皆在上任不到两年便病逝。1985年，戈尔巴乔夫上台，苏联进入戈尔巴乔夫时期。戈尔巴乔夫属于改革派。1986年，戈尔巴乔夫在经济改革受挫，进展缓慢的情况下转向政治改革，在他与他的亲密同僚和朋友雅科夫列夫、谢瓦尔德纳泽等人共同的集体领导下，苏联在国内开始实行经济重建和开放性政策，在经济上希望彻底抛弃计划经济并建立起成熟的市场经济，在思想和学术领域主张对苏联政府过去犯下的很多历史污点和历史错误进行清算，平反冤假错案。戈尔巴乔夫和他的智囊雅科夫列夫还提出了“多一份民主，就多一分社会主义”的口号，主张维护和增大苏联人民的民主权利。但戈尔巴乔夫的改革带来了意想不到的后果。随着中央权力的下放，各加盟共和国的领导人（包括俄罗斯联邦首任总统叶利钦、哈萨克斯坦首任总统纳扎尔巴耶夫等人）开始寻求更大的自主权力。随着“开放性”的日益深入，苏共的历史问题和历史罪行得到揭露的同时，逐渐失去了民心。戈尔巴乔夫对斯大林在1930、1940年代流放和打压鞑靼人、车臣人等少数民族行为的强烈谴责，激发了苏联多个少数民族群体强烈地民族主义和分离主义情绪，1988年鞑靼人在苏联首都莫斯科的抗议示威是苏联的民族关系开始步入剧烈动荡期的标志，也预示着苏联解体和崩溃的命运已经不可避免。
1986年，戈尔巴乔夫提出“民主化”、“公开性”和“舆论多元化”的口号，戈尔巴乔夫高度评价赫鲁晓夫时期召开的苏共二十大“是对极权主义体制的第一次冲击，是朝社会民主化迈进的第一次尝试”。不过，戈尔巴乔夫认为赫鲁晓夫在揭露斯大林方面还有局限性。1990年7月，苏共第28次代表大会的报告清楚地写道：“极权的斯大林体制给国家、人民、党、社会主义思想本身造成了巨大损失，这一体制正在被消除，苏联正在走向人道、民主的社会主义。”

### 东欧剧变与苏联的解体
随着东欧剧变，苏联的加盟共和国政府也纷纷效法东欧诸国，意图脱离苏联而独立。1990年3月10日，立陶宛宣布独立，成为第一个公开宣布脱离苏联的加盟共和国。
1991年8月19日，苏共中的保守派发动了一场不成功的政变，软禁了当时正在黑海畔渡假的苏共中央总书记兼苏联总统的戈尔巴乔夫，试图收回下放给加盟共和国的权力，同时终止不成功的经济改革。但是在人民、军队和大多数苏共党员的联合反对下，政变仅仅维持三天便宣告失败。
虽然戈尔巴乔夫在政变结束后恢复了职务，但联盟中央已经无法控制在平息政变的过程中大大加强的加盟共和国的分离势力。俄罗斯总统叶利钦下令宣布苏共为非法组织，并限制其在俄罗斯境内的活动。戈尔巴乔夫辞去了苏共中央总书记的职务，并“建议”苏共中央委员会自行解散，让下属各党组织自寻出路。很多共和国的共产党或自行解散，或更改党名为“人民党”或“社会民主党”等，苏联共产党就此正式解体。

## 叶利钦时期

### 前期的改革与危机
1991年12月25日，苏联总统戈尔巴乔夫被迫宣布辞职，将国家权力移交给俄罗斯总统，而叶利钦为了重新取得乌克兰的支持，不惜让转型的苏联走向不必要的解体。最后叶利钦取代戈尔巴乔夫所有的大部分权力，正式成为俄罗斯联邦的首任总统。苏联解体后，百废待兴，俄罗斯各派系对未来的体制爆发严重分歧。1992年初叶利钦推行激进的改革政策，执意推行总统制，而俄罗斯国会议长哈斯布拉托夫与副总统鲁茨科伊认为俄罗斯应当实行议会制，1992年4月，两派的分歧在俄罗斯第四次人民代表大会上公开，双方不论在改革政策、新宪法内容、俄罗斯政体以及外交政策都出现严重分歧。俄罗斯于1991年起参与G7峰会的部份会议，直至1997年，被接纳成为成员国，正式成为G8，成为八国集团的成员国。

### 1993年的宪政危机
1993年9月，叶利钦首先解除副总统职务，并成立俄罗斯联邦委员会，以取代最高苏维埃的旧有角色。9月21日，叶利钦并宣布俄罗斯联邦新立法机关——联邦会议将于年底大选；而同一天，俄议会主席团通过致俄罗斯公民书，废止叶利钦中止议会权力的命令，停止叶利钦的总统职务，并宣布将刚被叶利钦免职的鲁茨科伊，接替其总统职务。
9月24日开始，叶利钦下令军队包围议会大厦，举国震动。政府最初中断国会对外联系，随后进一步停止供电、供水。约10月3至4日，双方谈判未有进展时，叶利钦下令政府军进攻议会大厦，战斗长达10小时后，终于结束了陷于分裂的政治局面。事件中，多份苏共报纸被停办，议长哈斯布拉托夫一派的人被捕，俄罗斯官方指共造成142人死亡，744人受伤。1996年，在种种的社会问题未解决下，叶利钦成功连任总统。

### 第一次车臣战争
1991年，当时的车臣总统焦哈尔·杜达耶夫发表独立宣言。1992年，车臣一分为二，西部的印古什地区宣布加入俄罗斯联邦。1993年，印古什以外的车臣地区再度宣布独立。此后，车臣大举压迫境内的俄罗斯人，导致大量俄罗斯人移出车臣地区。1994年12月11日，鲍里斯·叶利钦向车臣发动进攻。但由于当时车臣境内仍有大量俄罗斯人居住，国内反战浪潮声不断﹔再加上这次进攻准备不足，俄军士气极度低落。然而，在火箭炮和空军的掩护下，俄军于12月29日抵达格罗兹尼，并实行围城行动。
战斗的初期，俄军以火箭炮和战斗机不断对城内设施进行轰炸。但由于车臣武装分子善于匿藏在民居之中，空袭最终带来大量平民死亡。1994年12月31日，俄军地面部队向城内进攻，武装分子顽强抵抗，一夜之间有超过1000名俄军阵亡。1995年1月19日，经过一个多礼拜的激烈巷战后，俄军终于攻占格罗兹尼。武装分子退往南部山区。在格罗兹尼之战后，俄军继续以空袭方法进占车臣南部其他乡镇。在不断撤退之同时，车臣武装分子将策略转移到绑架和恐怖袭击（在这一期间发生许多极不人道的事件，例如1996年集体屠杀战俘事件），谋求引起民众压力逼使俄军撤离。1996年8月31日，在国内压力和大选逼近下，鲍里斯·叶利钦和车臣签署停火协定。第一次车臣战争正式结束。
第一次车臣战争给俄军带来严重的伤亡代价。根据官方数字，俄军死亡人数为3826人，伤者17892人，另有1906人失踪。此外，此次战争亦导致超过10万平民死亡，大量设施遭严重破坏。在此后3年，尽管车臣仍为俄罗斯共同体的其中一员，但实质上却享有事实独立。

### 1998年俄罗斯金融危机
1997年开始的亚洲金融危机和国际原油及有色金属的需求降低，两大外因严重地打击了身为资源输出国的俄罗斯外汇储备。当亚洲金融危机在1997年开始展现时，俄国最宝贵的两种资本来源（能源和金属）价格暴跌。原本就脆弱的俄国经济，加之两大资本来源迅速走弱，经济立刻陷入一片混乱，人均GDP下滑和失业率高升，国际投资者开始清算和抛售俄国资产。最终导致俄罗斯政府在1998年8月17日宣布将卢布贬值，违约国内发行的国债，并宣布暂停向外国债权人支付还款，俄罗斯金融危机全面爆发。此次金融危机也成为苏联解体以来俄罗斯所经历过的最严重的金融危机。

### 第二次车臣战争
第二次车臣战争于1999年8月26日开始，俄罗斯联邦在这次战争中重夺车臣的控制权。在莫斯科、布伊纳克斯克等城市接连发生多宗炸弹爆炸案后，俄罗斯政府指责是车臣分离主义分子所为。10月1日俄罗斯部队进入车臣。俄军的行动终结了车臣伊奇克里亚共和国当时实质上的独立，使联邦政府重新控制该地区。
在战争初期，俄军及车臣当地的亲俄民兵联手对抗车臣分离分子，经过冬季围城后，于2000年初夺取了车臣首府格罗兹尼。车臣分离分子在此后数年继续以游击战对抗俄军并残忍杀害战俘。另外车臣叛军也有发动针对平民的恐怖袭击，并焚毁作为俄罗斯族宗教场所的东正教教堂。然而实际上俄军及叛军双方也都被指犯有不少侵犯人权的事件。
到2009年止，俄罗斯大致上已经重创了叛军的活动能力，大规模的战斗已停止。俄国陆军及内务部部队不再驻守各条街道。在战争中损毁严重的格罗兹尼正在重建中。不过北高加索地区仍有零星的暴力事件；偶然有以俄联邦及地方政府部队为目标的炸弹爆炸及伏击发生。2009年4月16日，俄罗斯政府官方宣布车臣的反恐行动正式结束。大部分军队已撤走，对付武装分子的任务主要由当地警察负责。三个月后，流亡外地的车臣分离分子领导人艾哈迈德·扎卡耶夫要求从8月1日起对车臣警察实施停火，又说他希望“从这一天起车臣人不会再向同胞开枪”。
战争中的准确死亡数字不明，非官方的数字估计有25000人至50000人死亡或失踪，大多数是车臣平民。俄罗斯方面有逾5200人阵亡（根据俄国官方数字）。[7]有民间团体估计俄军方面（至2005年）有约14000人阵亡。

### 世纪之交的辞职
1999年8月9日叶利钦遴选普京为政府总理和自己的继承人后，同年12月31日以体弱多病为由，突然宣布辞职，并由普京接任为临时总统，并移交战略核武器控制权。他在俄国电视上向俄国人民作年终致词时，说经过长时间和艰苦的深思熟虑后，决定退休，他指俄罗斯需要新一代有活力的政治领袖带领进入新世纪。

### 叶利钦的影响
叶利钦当政期间，虽然全力推动自由市场经济以及与国际经济接轨，但是过大的总统权力，让俄罗斯的政治过程成为个人领导，过快的经济改革却让俄罗斯经济陷于崩溃，作风过于威权与强势也让人有所批评。而短期国债的发行更导致俄罗斯陷入空前的经济危机；阁员与总理更迭过快也导致政局不稳。对叶利钦影响最大的仍然是车臣独立问题，车臣战争的悬而未决，大大地损害了叶利钦于国民心中的地位。 踏入2000年时，美国有线新闻网络指叶利钦当时的民望，仅得大概2%。 而到了2001年的俄国民意调查显示，高达66.1%的俄罗斯人认为叶利钦、戈尔巴乔夫应对苏联解体后，国家多年的困境负责。

## 普京第一次在任时期

### 改革与内政
1999年，普京被叶利钦总统委任为俄罗斯总理。同年12月31日晚，叶利钦突然宣布辞职，普京根据宪法规定出任代总统。原定于2000年6月举行的俄罗斯总统大选提前到3月26日。大选的提前使反对党派无法充分做好准备，而普京实际掌权也削弱了反对派的力量，因此在随后的大选上，普京获胜并出任总统。不过根据叶利钦女儿塔季扬娜事后的说法，普京当时并不希望即时继任总统，而是叶利钦能继续总统直至任期完结。2000年10月，普京通过了俄罗斯国歌修改法案，将国歌曲调修改为1991年前苏联国歌的曲调，但配上了不同的歌词。
2001年2月12日，普京签署了一项法案，规定国家保护前总统与他们的家庭。这主要是因为1999年前总统叶利钦与家人被怀疑参与洗钱等贪污行为。2004年3月14日，普京成功连任总统，并得到71%的绝对多数票。在他的第二届总统任期中，西方人士广泛抨击他对新闻自由的打压。前俄罗斯总统叶利钦也曾在2004年反对普京修宪更改俄罗斯议会结构。与此同时，2005年一项调查显示，82%的俄罗斯人同意新闻审查。对这一调查，社会学家们认为俄罗斯人所同意的是对伦理方面有争议的内容进行限制，而非对政治内容的限制。2004年9月13日，在别斯兰人质事件后，普京建议成立一个公开立法机构，且用这一形式取代了原本俄罗斯直接指定地方官员的制度。普京亦加大了对恐怖主义的打击力度，尤其是加重了对政府官员包庇恐怖分子的惩罚。普京说，俄罗斯有权力“从恐怖分子的藏身所中逮捕并消灭他们，且若有必要，可以在国外逮捕。”
主要由普京支持的统一俄罗斯党在普京任期内亦多次表达对普京及其思想的认同。2006年12月，统一俄罗斯党第七次代表大会通过纲领我们选择的俄罗斯，归纳并声明了普京思想为该党的指导思想。这一声明中的主要战略均与普京的政策一致，且与普京的“国情咨文”内容基本思想相同。由于宪法对总统任期的限制，普京无法参与2008年的总统大选。2007年，普京在接受八国集团记者采访时认为，“5到7年的总统任期是完全可以接受的”，暗示他可能通过修改宪法延长总统任期。2007年国家杜马选举上大胜的统一俄罗斯党主席也发表意见说，普京不会修改宪法。然而宪法并没有限制一人当选总统的次数，因此普京可能会在2012年继续角逐总统位置。普京亦可在大选前宣布辞职，然后参与竞选。一些媒体还认为，普京可能选择指定接班人后离开，并继续操纵俄罗斯政治局势，然而，2007年2月1日，普京公开否认这一可能。他说：“我不会指定继承人。俄罗斯联邦的总统将会通过大选公正生成。”此外还有人认为，普京可能选择加入统一俄罗斯党并出任党魁，这样他就会在国家杜马中占据高位，进而掌握实权。2007年12月，统一俄罗斯党等党派推举梅德韦杰夫为下任俄罗斯总统，普京表示同意。这样普京修宪并继续出任总统的机率就变得很小。

### 强硬外交

#### 核武政策
作为唯一一个曾与伊朗就核研究问题合作的国家，俄罗斯被认为是伊朗问题中的关键，具有“牵一发而动全身”的决定性地位。尽管俄罗斯曾与伊朗关系密切，并试图利用伊朗牵制美国等西方国家，但普京并不支持伊朗核计划。虽然俄罗斯帮助伊朗建设布什尔核电站，但伊朗在核研究方面却主要依赖巴基斯坦。普京不仅多次表态不支持核扩散[75]，且在八国集团会议上也签字反对。
而至于朝鲜，俄罗斯在建国后便对其冷淡，转而支持韩国。普京上任以来，不仅多次访朝，且化解了朝韩之间潜在的战争危机。此外，普京曾对朝鲜表态，愿意帮助朝鲜缓解经济问题。2002年朝核问题再度浮现以来，俄罗斯多次寻求加入会谈，并最终如愿以偿。2006年，朝鲜进行核试爆。普京在获悉后，当即表示谴责朝鲜核试验，并召集了六国会议中的五国，讨论朝核问题。总的来讲，可以说普京对核扩散问题持坚决反对的态度。
2000年7月19日，普京首次访问朝鲜，与朝鲜劳动党总书记金正日举行会谈，恢复了因1990年苏联与韩国建交而中断的俄朝关系。2006年10月14日，因为朝鲜成功进行了第一次核试验，中华人民共和国与俄罗斯联邦跟美国一起在联合国安理会投赞成票，使联合国安理会15个成员国一致通过谴责并制裁朝鲜的联合国安理会第1718号决议，2009年朝鲜第二次核试验成功，中华人民共和国与俄罗斯联邦跟美国一起再次在联合国安理会上赞成票，通过谴责并制裁朝鲜的联合国安理会第1874号决议，2012年与2013年，中华人民共和国与俄罗斯联邦又先后跟美国一起在联合国安理会上投赞成票，通过谴责并制裁朝鲜发射人造地球卫星光明星三号与进行第三次核试验的相关决议。2010年11月23日，俄罗斯外交部长谢尔盖·拉夫罗夫通过记者会谴责朝鲜炮轰韩国领土延坪岛，之后于11月25日再次谴责朝鲜对美国盟友韩国的炮击，称：“不能将韩国进行射击训练与朝鲜炮击平民居住的韩国领土相提并论。重要的是延坪岛事件造成人员伤亡。”

#### 俄日领土争端
2000年5月7日，普京正式出任俄罗斯总统，便致电与其有交情的日本首相森喜朗，希望双方进行会谈。刚上台便陷入政治危机的森喜朗当场同意，希望依靠会谈解决两国领土问题，获得政治资本。然而普京态度坚决，同年9月访问日本时拒绝了森喜朗执行川奈提案的要求。普京提出先行缔结中间性条约，亦被森喜朗拒绝。双方经过谈判后，于2001年3月共同宣布通过1956年日苏联合声明。然而，森喜朗内阁当时的支持率已下降到9%，且已有要求其下台的呼声。同年4月，由于依靠俄罗斯反戈一击的希望已破灭，森喜朗就任仅一年便被迫下台，由鹰派强硬的小泉纯一郎接任首相。
2003年，由于小泉纯一郎不理会中国反对，多次以首相官衔多次参拜靖国神社，导致日本与中国出现外交疆局，小泉决定访问俄罗斯寻求支持。在这次访问中，普京支持日本成为联合国安理会常任理事国，但在领土问题上，两国仍未达成一致共识。2004年，由于日本自民党在参议院选举落败，情况不利的背景下，小泉决定再提领土问题作为主要问题讨论。同年9月2日，小泉访问北方四岛，遭俄罗斯强烈抗议，两国外交陷入僵局。11月，为打破外交僵局，俄罗斯外长拉夫罗夫称愿遵守日苏联合声明，归还四岛中较小的齿舞群岛及色丹岛。普京表示赞许，以为访日造势。然而，俄罗斯右翼反对派人士表示强烈反对。萨哈林岛民众甚至组织民兵，阻止日本得到四岛。极端者更声称，若俄罗斯要归还领土，将会要求普京下台。日本对于俄罗斯仅还两岛亦极为不满，指称普京的话全是“苏联时期的陈词滥调”。普京回应说，在日苏联合声明中仅有归还二岛的条款，直到现在俄日领土问题仍未解决。

#### 2008年俄冲突
2008年8月在格鲁吉亚境内，自8月1日开始，格鲁吉亚和南奥塞梯发生数次交火，8月8日凌晨格鲁吉亚展开全面军事行动并很快控制了2/3以上的南奥塞梯地区，包围了其首府茨欣瓦利。俄罗斯军队于8日进入南奥塞梯地区，9日展开军事行动很快控制了茨欣瓦利，并在随后几日占领了南奥塞梯以外的格鲁吉亚领土和军事基地。在国际各方的调停下，格鲁吉亚和俄罗斯分别于15日和16日在停火协议上签字，俄军于18日开始撤离格鲁吉亚，战争结束。这次战争共造成格鲁吉亚军队215人死亡、1469人受伤；俄罗斯军队74人死亡，171人负伤，19人失踪，以及约1600南奥塞梯平民死亡。
南奥塞梯原本是格鲁吉亚的一个自治州，苏联解体时期宣布脱离格鲁吉亚独立。1992年俄罗斯、格鲁吉亚、南奥塞梯等各方达成协议各自派遣部队维持该地区的和平，地区紧张局势得以缓解。近年，格鲁吉亚亲欧美的总统萨卡什维利大选获胜，格鲁吉亚积极推进加入北约的进程，并得到美国等国家的支持，与俄罗斯关系恶化。南奥塞梯战争爆发后，欧美等国纷纷谴责俄罗斯入侵格鲁吉亚破坏其领土完整，俄罗斯则指责格鲁吉亚对南奥塞梯居民进行屠杀。战争结束后，俄罗斯于8月26日承认南奥塞梯以及另一个单方面宣布独立的格鲁吉亚地区阿布哈兹独立，格鲁吉亚于9月2日与俄罗斯断交。

## 梅德韦杰夫当政
2007年12月10日，执政统一俄罗斯党、公正俄罗斯党、俄罗斯农业党和俄罗斯公民力量党这四个政党联合宣布推举梅德维杰夫为2008年俄罗斯总统选举候选人，在宣布大会上，普京表示他将完全地支持梅德维杰夫，为2008年俄罗斯总统选举候选人，并顺利当选，后来梅德维杰夫就任总统后，普京出任总理。2012年俄罗斯总统选举后，普京再次出任总统，梅德韦杰夫获提名为总理，后再接替普京出任统一俄罗斯党主席。
2011年3月17日，普京与梅德韦杰夫的俄罗斯政府在联合国安理会关于制裁利比亚卡扎菲政权的联合国安理会第1973号决议投票中，跟中华人民共和国一起投了赞成票，支持美国提出的加大对卡扎菲政权制裁力度的要求。早在当年5月卡扎菲政权与反对者交战正酣、难分胜负之时，俄罗斯外交部长谢尔盖·拉夫罗夫便表示承认得到美国给予的武器援助的利比亚反对派政权——利比亚全国过渡委员会为合法对话伙伴。而当利比亚全国过渡委员会刚刚夺下首都的黎波里，卡扎菲还在坚持抵抗时，俄罗斯便在2011年9月1日就正式承认得到西方各国支持的“过渡委”成为利比亚唯一的合法政权。当俄罗斯在卡扎菲还在继续抵抗时便相继承认“过渡委”为利比亚唯一合法政府之后，利比亚全国过渡委员会控制的石油公司的发言人通过电话向道琼斯通讯社表示：“那些曾经长期支持卡扎菲政权、对利比亚全国过渡委员会采取敌对立场的国家，今后在利比亚将难以获得新的石油勘探特许权，这些国家包括印度、中国和俄罗斯。”。

## 普京第二次在任时期

### 普京再任
普京在2012年3月4日举行的俄罗斯总统选举投票率为65.34％，普京的得票率为63.6％。在其他４名总统候选人中，俄罗斯共产党中央委员会主席久加诺夫的得票率为17.18％，独立候选人普罗霍罗夫的得票率为7.98％，自由民主党主席日里诺夫斯基的得票率为6.22％，公正俄罗斯党领导人米罗诺夫的得票率为3.85％。中央选举委员会会议一致通过的决定确认，总统选举成立并有效，普京为俄罗斯新当选总统。 2012年3月5日，俄罗斯中央选举委员会主席弗拉基米尔·丘罗夫宣布，统一俄罗斯党领导人、现任总理弗拉基米尔·普京在首轮投票中获得63.75%选票，直接胜出，当选总统。这将是普京第三任总统生涯。

### 2014乌克兰事件
2014年乌克兰爆发克里米亚危机，这是乌克兰亲欧盟示威运动的后续事件之一，事件在亚努科维奇政权被推翻后开始。抗议活动主要是由俄罗斯人群体组成，他们反对基辅反政府活动，并希望与俄罗斯建立密切联系，扩大自治或促使克里米亚独立。其他团体，包括克里米亚鞑靼人与乌克兰人则支持乌克兰革命。2014年3月16日举行的克里米亚归属公投显示绝大多数克里米亚选民赞成脱乌入俄的动议。克里米亚共和国随后成立，并宣布和塞瓦斯托波尔市一起加入俄罗斯，但并未获得国际社会的普遍承认，美国和欧盟也借此发起对俄罗斯的经济制裁，并在2014年3月2日冻结俄罗斯在八国集团的会籍。俄罗斯也在吞并克里米亚半岛之后开始介入顿巴斯战争，导致俄罗斯和乌克兰的关系难以改善，并且在乌克兰东部的战争也导致在2014年7月17日马来西亚航空17号班机在顿涅茨克州上空被击落。

### 2014年俄罗斯金融危机
由于国际油价自2014年6月起开始暴跌，外加美国等西方国家的经济制裁，导致俄罗斯卢布极速贬值，俄罗斯经济也在2014年至2016年间经历了连续的负增长。

### 2021年—2022年俄乌危机
俄羅斯與烏克蘭從2021年3月開始的軍事危機，並在2022年2月24日升級為軍事衝突。
2022年2月21日，俄羅斯總統弗拉迪米爾·普丁在對民眾演講時公開承認分裂自烏克蘭的頓涅茨克人民共和國和盧甘斯克人民共和國的獨立地位，並且已經開始下令向這兩個地區派遣俄羅斯「維和部隊」。這場演講導致俄烏局勢從先前的緩慢緩和突然轉變成急劇惡化。
2月24日，普丁宣布將對烏克蘭採取「特殊軍事行動」，全面入侵烏克蘭。